# 北向観音
北向観音（きたむきかんのん）は、長野県上田市の別所温泉にある天台宗の寺院。近隣にある天台宗常楽寺が本坊であり、その伽藍の一部として同寺が所有・管理する。
本尊真言：おん ばざら たらま きりく そわか
御詠歌：いくばくの人の心を澄ますらん 北向山の峯の松風

## 概要
寺伝によれば、平安時代初期の天長2年（825年）円仁（慈覚大師）によって、常楽寺とともに開創されたとされる。9世紀にも火災の伝説が残る。安和2年（969年）平維茂によって大伽藍として大改修が行われたが、木曽義仲の兵火により焼失したのち、源頼朝により再興。鎌倉時代の建長4年（1252年）には北条国時（塩田陸奥守、塩田国時）によって再建されたと伝えられる。
江戸時代に至って、元和7年（1694年）に参道の脇にあった長楽寺が廃絶されたため、常楽寺の直轄となった。正徳3年（1713年）に焼失し、8年後の享保6年（1721年）に現在の堂が再建された。その後度々修復を加え、昭和36年（1961年）に増改築を施し、善光寺の本堂と同じ「撞木造り」となる。　
北向観音という名称は堂が北向きに建つことに由来する。これは「北斗七星が世界の依怙（よりどころ）となるように我も又一切衆生のために常に依怙となって済度をなさん」という観音の誓願によるものといわれている。また、善光寺が来世の利益、北向観音が現世の利益をもたらすということで善光寺のみの参拝では「片参り」になってしまうと言われる。
観音堂に隣接する温泉薬師瑠璃殿は火災の後、文化6年（1809年）に地元の薬師講により再建された。愛染堂の近くに縁結びの霊木として崇められている愛染かつらの巨木がある。（樹高22m）

## 文化財

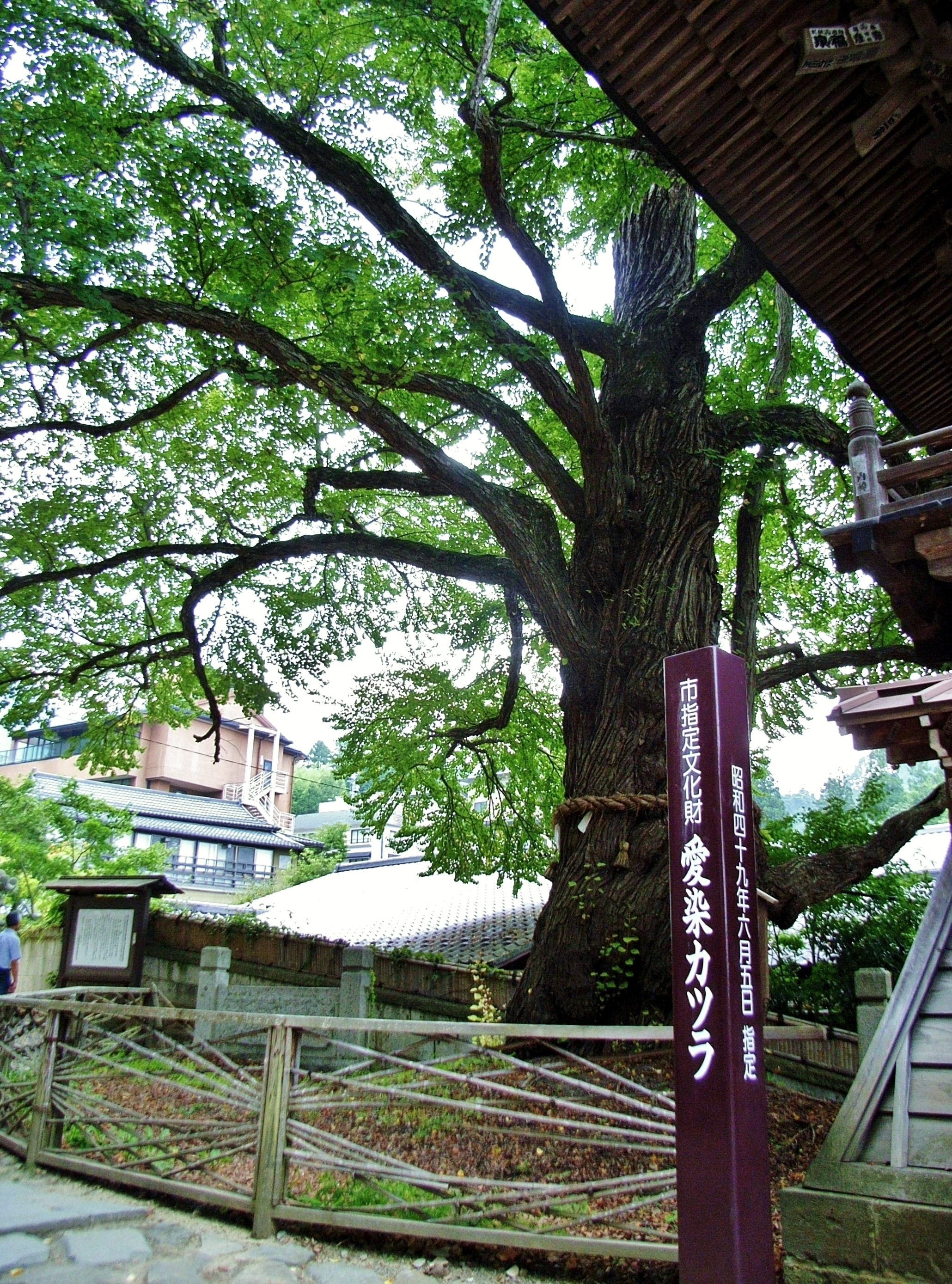
愛染カツラ

- 愛染カツラ（上田市指定天然記念物）

## アクセス
最寄駅は、上田電鉄別所線の別所温泉駅。

## 周辺寺院
北向観音がある塩田平周辺は「信州の鎌倉」とも呼ばれ、かつて塩田北条氏の拠点として栄えたことから、鎌倉時代から室町時代にかけての中世の文化財が多く集まる。
- 安楽寺　（国宝）八角三重の塔　他
- 大法寺　（国宝）三重の塔　他
- 前山寺　（重文）三重の塔
- 中禅寺　（重文）薬師堂　他
- 信濃国分寺（重文）三重の塔
- 龍光院